# Alyce Cleese
Pour les articles homonymes, voir Cleese.
Alyce Faye Eichelberger Cleese, née McBride le 28 octobre 1944, est une psychothérapeute, autrice et animatrice de talk-show américaine.

## Enfance et formation
Alyce Faye McBride obtient sa licence à l'université d'État de l'Oklahoma en 1966. Pendant qu'elle est à l'université, elle est la "reine" de Willard Hall, avant qu'il ne soit transformé en dortoir pour femmes et ne devienne le site actuel du College of Education de l'université. Elle poursuit ses études à l'université Baylor, où elle obtient une maîtrise en psychologie de l'éducation et en conseil professionnel et éducatif. La future Alyce Cleese s'installe ensuite à Londres, où elle étudie la psychanalyse des enfants sous la direction d'Anna Freud, travaille avec des enfants perturbés issus de milieux défavorisés à la Hampstead Clinic (crée par Freud en 1952), et obtient un diplôme de troisième cycle, le Diploma in the Maladjusted Child, de l'Institute of Education de l'université de Londres.

## Carrière
Alyce Eichelberger travaille en tant que psychothérapeute pendant plus de trois décennies. Elle est le coautrice (avec Brian Bates) de How to Manage Your Mother : Understanding the Most Difficult, Complicated, and Fascinating Relationship in Your Life et elle siège au conseil d'administration de l'Institut Esalen. Alyce Faye Cleese fait partie du conseil d'administration américain du National Theatre for London et du conseil d'administration de la Shakespeare Society for New York. Elle est tutrice senior invitée au Massachusetts General Hospital.

## Honneurs
Elle est honorée par l'université Harvard pour son travail en psychothérapie et est intronisée au Hall of Fame de l'Oklahoma State University College of Education en 2007.

## Mariage avec John Alyce Cleese et divorce
Après avoir divorcé de Dave Eichelberger (avec qui elle a deux fils), elle rencontre l'acteur John Alyce Cleese en 1990 et ils se marient en 1992. Ils divorcent en 2008, mais les détails de l'accord de divorce ne sont rendus publics qu'en août 2009.